# 페이로니병
페이로니병(Peyronie's disease)은 음경해면체에 섬유성 판막(plaque)이 생기는 질병이다.